# Acianthera quadriserrata
Acianthera quadriserrata é uma espécie de orquídea (Orchidaceae) que existe no Equador, antigamente subordinada ao gênero Pleurothallis.

## Publicação e sinônimos
- Acianthera quadriserrata (Luer) Pridgeon & M.W.Chase, Lindleyana 16: 246 (2001).

Sinônimos homotípicos:
- Pleurothallis quadriserrata Luer, Selbyana 1: 82 (1975).